# Полуденовка
Полуде́новка (рос. Полуденовка) — присілок у складі Верхньокетського району Томської області, Росія. Входить до складу Білоярського міського поселення.

## Населення
Населення — 115 осіб (2010; 136 у 2002).
Національний склад (станом на 2002 рік):
- росіяни — 85 %